# 阿塔·阿布·拉什塔
谢赫·阿布·亚辛·阿塔·本·哈利勒·本·艾哈迈德·本·阿卜杜勒·卡迪尔·哈提卜·阿布·拉什塔（1943年—）生于巴勒斯坦托管地拉那（Ra'na），伊斯兰教法官、学者、作家，2003年起担任伊扎布特的埃米尔。

## 生平
1943年，阿布·拉什塔生于巴勒斯坦托管地的一个名叫拉那（Ra'na）的村庄中的一个严守教规的伊斯兰教家庭。1948年，全家被驱逐出拉那，迁居到靠近希伯伦的一个难民营，在此他完成勒初等和中等教育。1960年，从希伯伦的侯赛因·本·阿里学校（Al Hussein Bin Ali school）毕业，随后在1961年在耶路撒冷的易卜拉欣学校（ Ibrahimiya school）完成了大学入学考试。在被埃及开罗大学工程系录取后，他在1966年获得了一个土木工程学位。此后他先后在多个阿拉伯国家担任土木工程师，并写出一本计算有关建筑物及道路建设的工程量的书。
1950年代中期，阿布·拉什塔参加了伊扎布特，与伊扎布特的创建者塔基丁·纳卜哈尼、第二任领导人阿卜杜勒·卡迪姆·扎卢姆一起工作。1980年代，阿布·拉什塔是约旦的伊扎布特领导层成员，被任命为官方首席发言人。
在波斯湾战争中，阿布·拉什塔成为约旦的名人，当时他召开新闻发布会，在约旦全国各地的公共场所演讲和辩论。在安曼的耶路撒冷清真寺，他讨论伊拉克入侵科威特形势，其演讲题目是“新十字军打击阿拉伯半岛和海湾”（The Neo-Crusader Assault on the Arabian Peninsula and the Gulf）。他经常被约旦当局关押。
1994年在一次访谈中，阿布·拉什塔说：“哈里发的建立如今成了穆斯林的普遍要求，穆斯林渴望：对伊斯兰政府（哈里发）的需要广泛存在于埃及、叙利亚、土耳其、巴基斯坦、阿尔及利亚等等。在伊扎布特开始其事业以前，哈里发的统治从未实现过。然而，该党已经成功奠定了自己在智识上的领导力，现在每个人都对其思想有信心，并且说：这是自世界各地媒体来看都很明显的。”
由于1995年刊登在杂志《Al Hiwar》上的一篇访谈，他被判处三年监禁。后来，他又被投入监狱6个月，罪名是参加“未经许可的组织”。
2003年4月13日，阿布·拉什塔接替辞职的阿卜杜勒·卡迪姆·扎卢姆成为伊扎布特新一任埃米尔。自接任之后，阿布·拉什塔开设了他的个人网站，并且曾在印度尼西亚、巴基斯坦、也门、英国的会议上演讲。

## 著作
- Tayseer fi usool at-tafseer surah al-baqarah （页面存档备份，存于） (2007)
- Economic crises - the reality and the perspective of Islam （页面存档备份，存于）
- Tayseer al Wusool min al-Usool （页面存档备份，存于）